# Varsó44
A Varsó44 (eredeti cím: Miasto 44) 2014-ben bemutatott lengyel háborús film, melyet Jan Komasa írt és rendezett. A főbb szerepekben Józef Pawłowski, Zofia Wichłacz és Anna Próchniak látható.
A film az 1944-es varsói felkelés eseményeit mutatja be. 1989 óta a legnagyobb szuperprodukció a lengyel filmművészet történetében.

## Cselekmény
A Varsó44 olyan fiatalok történetét mutatja be, akiknek a német megszállás alatt kellett felnőniük, ám ennek ellenére tele vannak élettel, szenvedéllyel és úgy élnek meg minden napot, mintha az utolsó lenne. Ez a viselkedés persze nem a könnyű fejű fiatalságból vagy esetleg a túlzott bátorságukból adódik, hanem egy olyan valóságból, ahol a halál minden lépésnél fenyeget.
A film a harci eseményeken kívül, egy szerelmi háromszög köré rendeződik. A 3 fiatal [Stefan, Alicja „Biedronka” (azaz Katica) és Kama] mind különböző módokon próbálják túlélni/megélni a varsói felkelést. A rendező tökéletesen bemutatja milyen extázisban élték meg a varsói fiatalok a felkelés kitörését, azt a pár napot, amikor megérezték a szabadság ízét, és végül hogyan csapott át az egész egy kegyetlen és értelmetlen vérengzésbe, egy város lerombolásába. 
A felkelésben nem résztvevő Stefan, kis öccsével és édesanyjával él együtt, ám miután kitörnek a harcok, végig kell néznie szerettei kivégzését. depressziós lesz, és bosszúvágyból beáll harcolni. A törékeny, álmodozó Biedronka nem bírja végignézni, ahogyan ártatlan emberek halnak meg, így dezertál a felkelésből, Stefant is erre biztatva, ám a fiú végül visszatér a frontra. A reménytelenül szerelmes, földalatti felkelő Kama pedig megérzi a féltékenység és elhagyottság ízét, amikor Biedronka eltűnésekor Stefan egyből keresni kezdi őt.
A filmben az események előrehaladásával a nézők egyre inkább egy nyomasztó reménytelenség érzésével találkoznak, amikor már érződik a cselekményszálon, hogy a fiatalok helyzete a frontvonalon már-már kilátástalan, és a biztos halálba fog torkollani.

## Szereplők
- Józef Pawłowski – Stefan Zawadzki
- Zofia Wichłacz – Biedronka (Alicja Saska)
- Anna Próchniak – Kama (Kamila Jedrusik)
- Antoni Królikowski – Beksa
- Maurycy Popiel – Góral
- Filip Gurłacz – Rogal
- Tomasz Schuchardt – Kobra
- Sebastian Fabijański – Sagan

## A film készítése

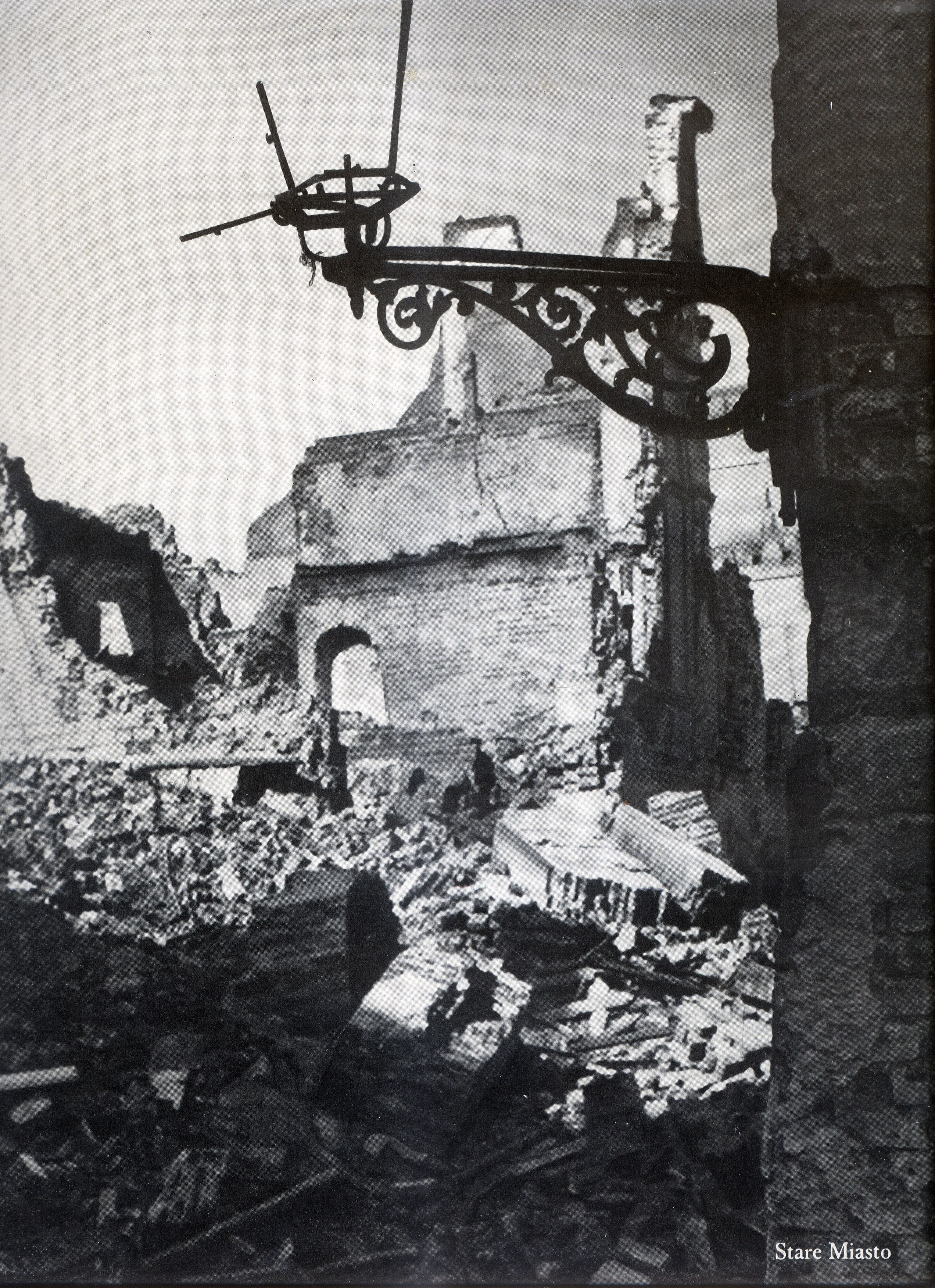
A lerombolt Óváros

A film előkészületei körülbelül 8 évig tartottak. A forgatáson körülbelül 3 ezer statiszta vett részt, és a film készítésekor a varsói felkelés veteránjaival is egyeztettek a készítők. A díszletek megépítésén 10 csapat dolgozott. A készítők országszerte castingokat tartottak, ahová több mint 7 ezren jelentkeztek.
A forgatás 2013. május 11-én kezdődött, és augusztus 21-ig tartott. A hivatalos premiert 2014. szeptember 19-én tartották, ám a film a felkelés 70. évfordulóján, azaz 2014. július 30-án is bemutatásra került a Nemzeti Stadionban több mint 15 ezer néző előtt egy óriás kivetítőn. Magyarországon a 2015. évi Lengyel Filmtavasz során mutatták be magyar felirattal.
„A Varsó44 nem egy történelmi film, nem dokumentumfilm. Habár a harcoló városban zajlik a történet, nem a fronton harcolók életét mutatja be, hanem a lakókét. A film azért készült, hogy érzéseket váltson ki, nem pedig azért, hogy a valóságot és a 70 éve meghozott döntéseket mérlegelje és ítélkezzen rajtuk. A Varsó44 nem politikáról és hősökről szól, hanem a szerelemről, fiatalságról és küzdemelről.”(A készítők)